# 슈펭글러컵

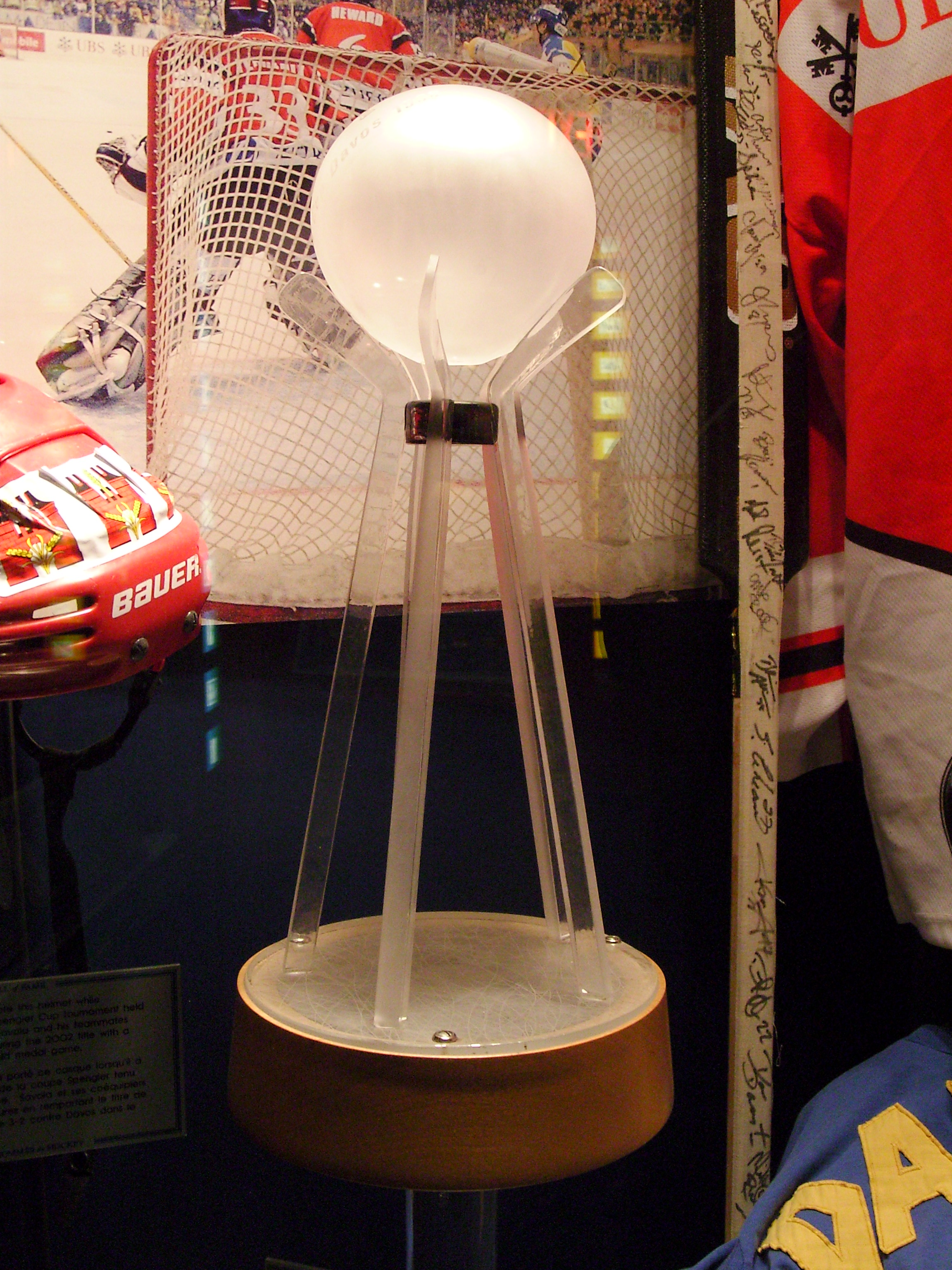
하키 명예의 전당에서 소장 중인 슈펭글러 컵 우승컵

슈펭글러컵(독일어: Spengler Cup)은 스위스 다보스에서 매년 12월 말 일주일간 미니 토너먼트 형식으로 진행되는 국제 아이스하키 대회이다. 1923년부터 열리고 있으며 유럽에서 가장 오래된 국제 아이스하키 대회이다. 대회 명칭은 이 대회의 창립자인 의사이자 아이스하키 마니아인 카를 슈펭글러의 이름에서 따왔다.
개최지 다보스를 연고로 둔 아이스하키 클럽인 HC 다보스는 첫 대회인 1924년 대회부터 현재까지 매년 참가하고 있으며 다보스 팀을 포함한 총 6개의 팀이 대회에 출전한다. 1984년부터 유일하게 국가대표팀인 캐나다팀이 참가하고 있으며 이 대회에 참가하는 캐나다팀은 유럽 리그에서 뛰고 있는 캐나다 국적 선수들 중 가장 기량이 좋은 선수들만을 차출, 팀을 구성해 출전한다.
최다 우승팀은 16회 우승을 차지한 HC 다보스와 캐나다팀이다.